# Pine Ridge (Alabama)
Pine Ridge es un pueblo ubicado en el condado de DeKalb en el estado estadounidense de Alabama. En el censo de 2000, su población era de 243.

## Demografía
En el 2000 la renta per cápita promedia del hogar era de $ 28.250$, y el ingreso promedio para una familia era de 30.833$. El ingreso per cápita para la localidad era de 14.237$. Los hombres tenían un ingreso per cápita de 22.404$ contra 13.250$ para las mujeres.

## Geografía
Pine Ridge está situado en 34°26′45″N 85°46′45″O / 34.44583, -85.77917 (34.445939, -85.779069).
Según la Oficina del Censo de los EE. UU., la ciudad tiene un área total de 1.26 millas cuadradas (3.28 km²).